# Sonja Huber
Sonja Huber (* 10. November 1982 in Staufen AG) ist eine Schweizer Jazzmusikerin (Vibraphon, Marimbaphon, Komposition).

## Leben und Wirken
Huber, die in Staufen aufwuchs, erhielt ab dem Alter von zehn Jahren Klavierunterricht. Als Jugendliche gründete sie ihre erste Band Chrysalis, mit der sie Preisträgerin des Aargauer Kuratoriums wurde. Mit 20 Jahren wechselte sie das Instrument und nahm Vibraphon- und Schlagzeugunterricht. Von 2003 bis 2008 studierte sie Jazz-Vibraphon bei Urs Wiesner an der Hochschule für Musik der Stadt Basel sowie bei David Friedman an der Universität der Künste Berlin. Zudem besuchte sie Masterklassen bei Joe Lovano, Gary Burton, Jorge Rossy, Chris Potter und Jim Black. Bereits während des Studiums gründete sie ihr eigenes Quartett; 2012 wurde das Debütalbum ihres Quartetts veröffentlicht.
Seit 2007 tritt Huber mit der Sängerin Eva Buchmann im Duo Lottchen auf; dessen Alben Traveling Birds und Quiet Storm erhielten grosse Aufmerksamkeit in den Fachmedien. Im Projekt Pine & Stone spielt sie zusammen mit der Sängerin Marisa Burn, mit der sie bereits bei Chrysalis arbeitete. In den letzten Jahren hatte sie auch Auftritte bei der Art Unlimited in Basel, etwa als Solistin mit dem Sinfonieorchester Variation und bei Anna Rossinelli sowie I Quattro. Huber ist weiterhin an verschiedenen Musikschulen in der Schweiz tätig.

## Preise und Auszeichnungen
Huber wurde mit ihrem Quartett von der Stiftung Pro Argovia als Pro Argovia Artist 2009/2010 ausgezeichnet.

## Diskographische Hinweise
- Lottchen Quiet Storm (GLM 2016, mit Eva Buchmann)
- Pine & Stone Home (Burning Lights 2016, mit Marisa Burn)
- Lottchen Travelling Birds (GLM 2013, mit Eva Buchmann)
- GLM Allstars The Sonnenhausen Sessions (GLM 2014)
- Sonja Huber Quartett William’s Garden (Double Moon Records 2012; mit Daniel Bolli, Martin Wyss, Matthias Siegrist)